# Uncharted Waters
Uncharted Waters (大航海時代, Dai-kōkai jidai) és una popular saga de videojocs produïda per Koei com a part dels jocs rekoeition (històrics). En l'est d'Àsia, la saga té un gran grup d'afeccionats, però no ha rebut molt reconeixement fora d'ella. La saga ha estat comparada a Sid Meier's Pirates! en la seua jugabilitat i estil de joc. Correspon a un joc de simulació i de CRPG en el qual participes en el comerç i la navegació pel mar.